# Ла-Ліга 2009—2010

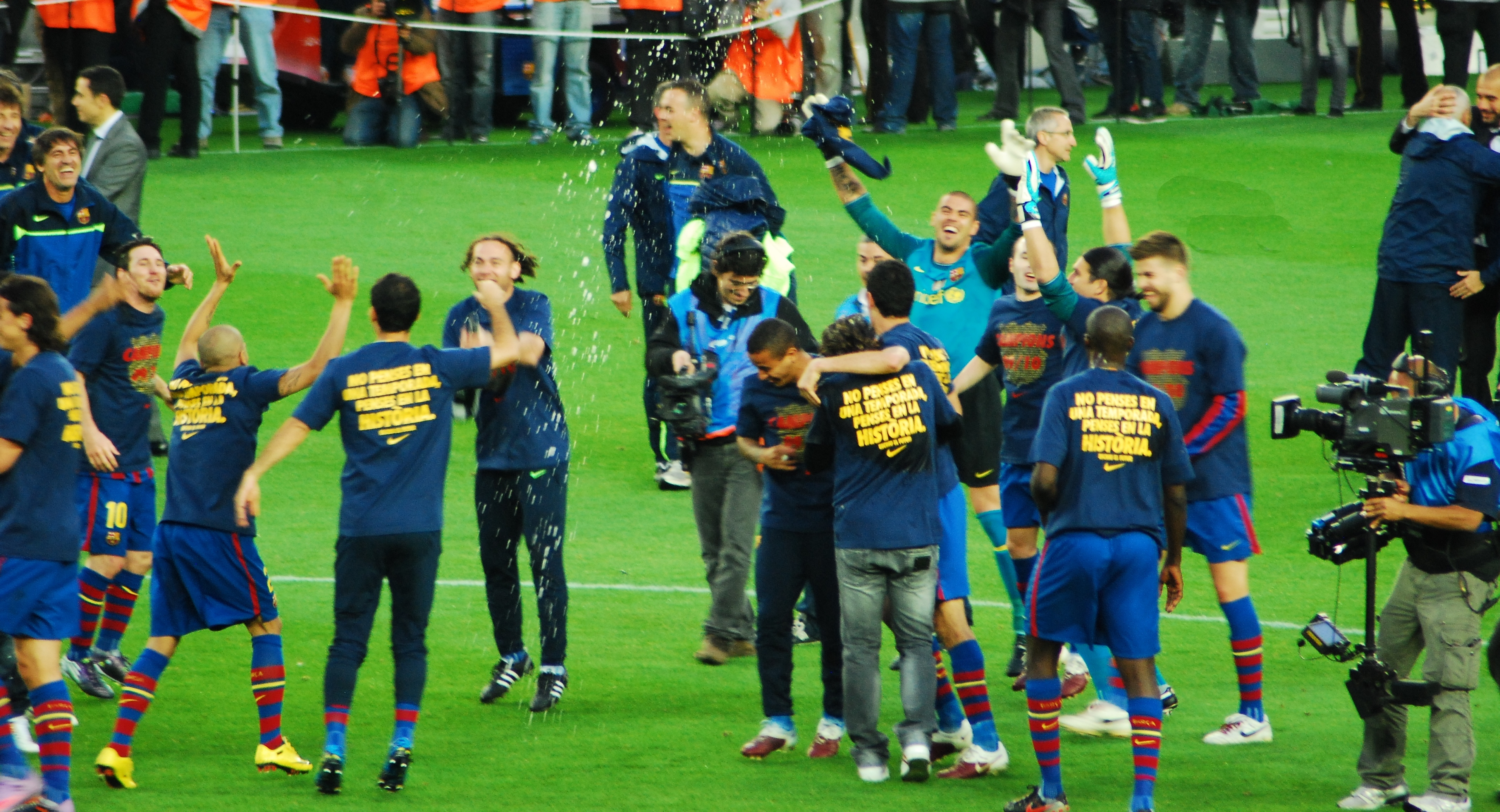
Гравці «Барселони» святкують здобуття чемпіонського титулу.

Сезон 2009–2010 в Ла Лізі — футбольне змагання у найвищому дивізіоні чемпіонату Іспанії, що проходило між 29 серпня 2009 та 16 травня 2010 року. Став 79-м турніром з моменту заснування Ла Ліги. Участь у змаганні взяли 20 команд, у тому числі 3 команди, які попереднього сезону підвищилися у класі з Сегунди. За результатами сезону 17 команд продовжили виступи в елітному дивізіоні, а три найгірших клуби вибули до Сегунди.
Переможцем турніру стала «Барселона», яка здобула ювілейний 20-й трофей національної першості. Доля золотих нагород вирішувалася в останньому турі змагання, в якому синьо-гранатові забезпечили собі перемогу у турнірі завдяки впевненій перемозі над аутсайдером «Вальядолідом» з рахунком 4:0.
| Чемпіон Іспанії 2009—2010 |
| ------------------------- |
| «Барселона» 20-й титул    |

## Підсумкова турнірна таблиця
|                                            |     | Турнірна таблиця 2009-2010 | О  | І  | В  | Н  | П  | М+  | М- | РМ  |
| ------------------------------------------ | --- | -------------------------- | -- | -- | -- | -- | -- | --- | -- | --- |
| Чемпіон Іспанії · Вийшов до Ліги Чемпіонів | 1.  | «Барселона»                | 99 | 38 | 31 | 6  | 1  | 98  | 24 | +74 |
| Вийшов до Ліги Чемпіонів                   | 2.  | «Реал Мадрид»              | 96 | 38 | 31 | 3  | 4  | 102 | 35 | +67 |
| Вийшов до Ліги Чемпіонів                   | 3.  | «Валенсія»                 | 71 | 38 | 21 | 8  | 9  | 59  | 40 | +19 |
| Вийшов до Ліги Чемпіонів                   | 4.  | «Севілья»                  | 63 | 38 | 19 | 6  | 13 | 65  | 49 | +16 |
|                                            | 5.  | «Мальорка»                 | 62 | 38 | 18 | 8  | 12 | 59  | 44 | +15 |
|                                            | 6.  | «Хетафе»                   | 58 | 38 | 17 | 7  | 14 | 58  | 48 | +10 |
|                                            | 7.  | «Вільярреал».              | 56 | 38 | 16 | 8  | 14 | 58  | 57 | +1  |
|                                            | 8.  | «Атлетик» (Більбао)        | 54 | 38 | 15 | 9  | 14 | 50  | 53 | -3  |
|                                            | 9.  | «Атлетіко» (Мадрид)        | 47 | 38 | 13 | 8  | 17 | 57  | 61 | -4  |
|                                            | 10. | «Депортіво» (Ла-Корунья)   | 47 | 38 | 13 | 8  | 17 | 35  | 49 | -14 |
|                                            | 11. | «Еспаньйол»                | 44 | 38 | 11 | 11 | 16 | 29  | 46 | -17 |
|                                            | 12. | «Осасуна»                  | 43 | 38 | 11 | 10 | 17 | 37  | 46 | -9  |
|                                            | 13. | «Альмерія»                 | 42 | 38 | 10 | 12 | 16 | 43  | 55 | -12 |
|                                            | 14. | «Сарагоса»                 | 41 | 38 | 10 | 11 | 17 | 46  | 64 | -18 |
|                                            | 15. | «Спортінг» (Хіхон)         | 40 | 38 | 9  | 13 | 16 | 36  | 51 | -15 |
|                                            | 16. | «Расінг» (Сантандер)       | 39 | 38 | 9  | 12 | 17 | 42  | 59 | -17 |
|                                            | 17. | «Малага»                   | 37 | 38 | 7  | 16 | 15 | 42  | 48 | -6  |
| Вибув до Сегунди                           | 18. | «Вальядолід»               | 36 | 38 | 7  | 15 | 16 | 37  | 62 | -25 |
| Вибув до Сегунди                           | 19. | «Тенерифе»                 | 36 | 38 | 9  | 9  | 20 | 40  | 74 | -34 |
| Вибув до Сегунди                           | 20. | «Херес»                    | 34 | 38 | 8  | 10 | 20 | 38  | 66 | -28 |

## Бомбардири

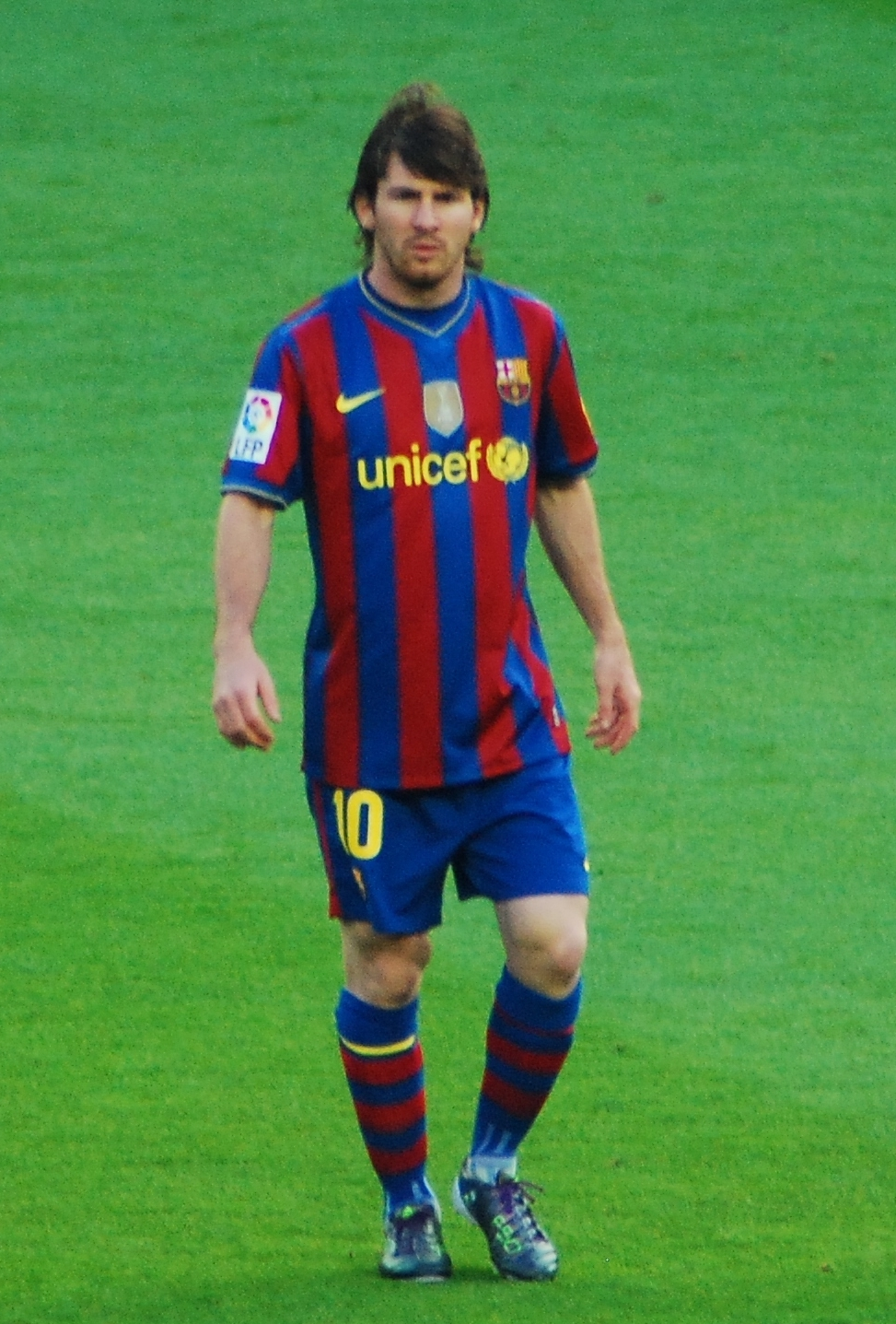
Найкращий бомбардир сезону Ліонель Мессі.

Найкращим бомбардиром Прімери сезону 2009—10 став зірковий нападник «Барселони», найкращий футболіст Європи 2009, а згодом й 2010 років, аргентинець Ліонель Мессі, який записав до свого активу 34 голи, на п'ять голів більше ніж усі футболісти «Еспаньйола» разом.
Найкращі бомбардири сезону:
|  | Голів | Бомбардир          | Команда             |
|  | ----- | ------------------ | ------------------- |
|  | 34    | Ліонель Мессі      | «Барселона»         |
|  | 27    | Гонсало Ігуаїн     | «Реал Мадрид»       |
|  | 26    | Кріштіану Роналду  | «Реал Мадрид»       |
|  | 21    | Давід Вілья        | «Валенсія»          |
|  | 18    | Дієго Форлан       | «Атлетіко» (Мадрид) |
|  | 16    | Златан Ібрагімович | «Барселона»         |
|  | 16    | Роберто Сольдадо   | «Хетафе»            |
|  | 15    | Луїс Фабіано       | «Севілья»           |
|  | 14    | Фернандо Льоренте  | «Атлетик» (Більбао) |
|  | 14    | Ніно               | «Тенерифе»          |
|  | 12    | Серхіо Агуеро      | «Атлетіко» (Мадрид) |
|  | 12    | Педро              | «Барселона»         |
|  | 12    | Фредерік Кануте    | «Севілья»           |
|  | 12    | Аріц Адуріс        | «Мальорка»          |
|  | 12    | Маріо Бермехо      | «Херес»             |

## Рекорди сезону
- Найбільше перемог: «Барселона» та «Реал Мадрид» (31)
- Найменше поразок: «Барселона» (1)

- Найкраща атака: «Реал Мадрид» (102 забито)
- Найкращий захист: «Барселона» (24 пропущено)
- Найкраща різниця голів: «Барселона» (+74)
- Найбільше нічиїх: «Малага» (16)
- Найменше нічиїх: «Реал Мадрид» (3)

- Найменше перемог: «Малага» та «Вальядолід» (7)
- Найбільше поразок: «Херес» та «Тенерифе» (20)

- Найгірша атака: «Еспаньйол» (29 забито)
- Найгірший захист: «Тенерифе» (74 пропущено)
- Найгірша різниця голів: «Тенерифе» (-34)

- Найрезультативніший матч: «Реал Мадрид» - «Вільярреал» 6-2 (8)